# Bascois
Bascois es un lugar situado en la parroquia de Carballeda, del municipio de Carballeda de Valdeorras, en la provincia de Orense, Galicia, España.